# Abbiategrasso
Abbiategrasso là một đô thị ở tỉnh Milano, vùngLombardia, nằm ở thung lũng Po, cách Milano khoảng 22 km và cách Pavia 38 km.
Đô thị này được xây dựng từ thời La Mã.

## Đô thị kết nghĩa
- Ellwangen, Đức
- Langres, Pháp
- Beaconsfield, Anh quốc

## Nhân vật nổi bật
- Christian Abbiati, cầu thủ bóng đá
- Franco Moschino, nhà thiết kế
- Marco Villa, vận động viên xe đạp